# Arthur Ashe Stadium
L'Arthur Ashe Stadium, parte dell'USTA Billie Jean King National Tennis Center, si trova insieme al Flushing Meadows-Corona Park a New York, nel distretto del Queens; è inoltre il principale stadio di tennis degli US Open, l'ultimo torneo del Grande Slam che si gioca nell'arco di un anno. Lo stadio è intitolato al tennista afroamericano Arthur Ashe, che vinse il primo Slam statunitense dell'era Open (1968), primo anno che era permesso ai professionisti di giocare.

## Storia
Inaugurato nel 1997, l'Arthur Ashe Stadium rimpiazzò il Louis Armstrong Stadium, come campo centrale del torneo. Lo Stadio che costò 254 milioni di $ per la costruzione, presenta 23.771 posti a sedere individuali, 90 suites di lusso, 5 ristoranti e un salone per i tennisti a due livelli, rendendolo il più grande campo da tennis all'aperto mai costruito al mondo. Lo Stadio, come gli altri 32 campi del complesso, ha una superficie acrilica DecoTurf ammortizzata. Data la sua posizione vicino al Citi Field, la sede dei New York Mets, questi stadi condividono la fermata Mets-Willets Point sia della linea 7 della linea metropolitana di New York che della LIRR sulla linea Port Washington.

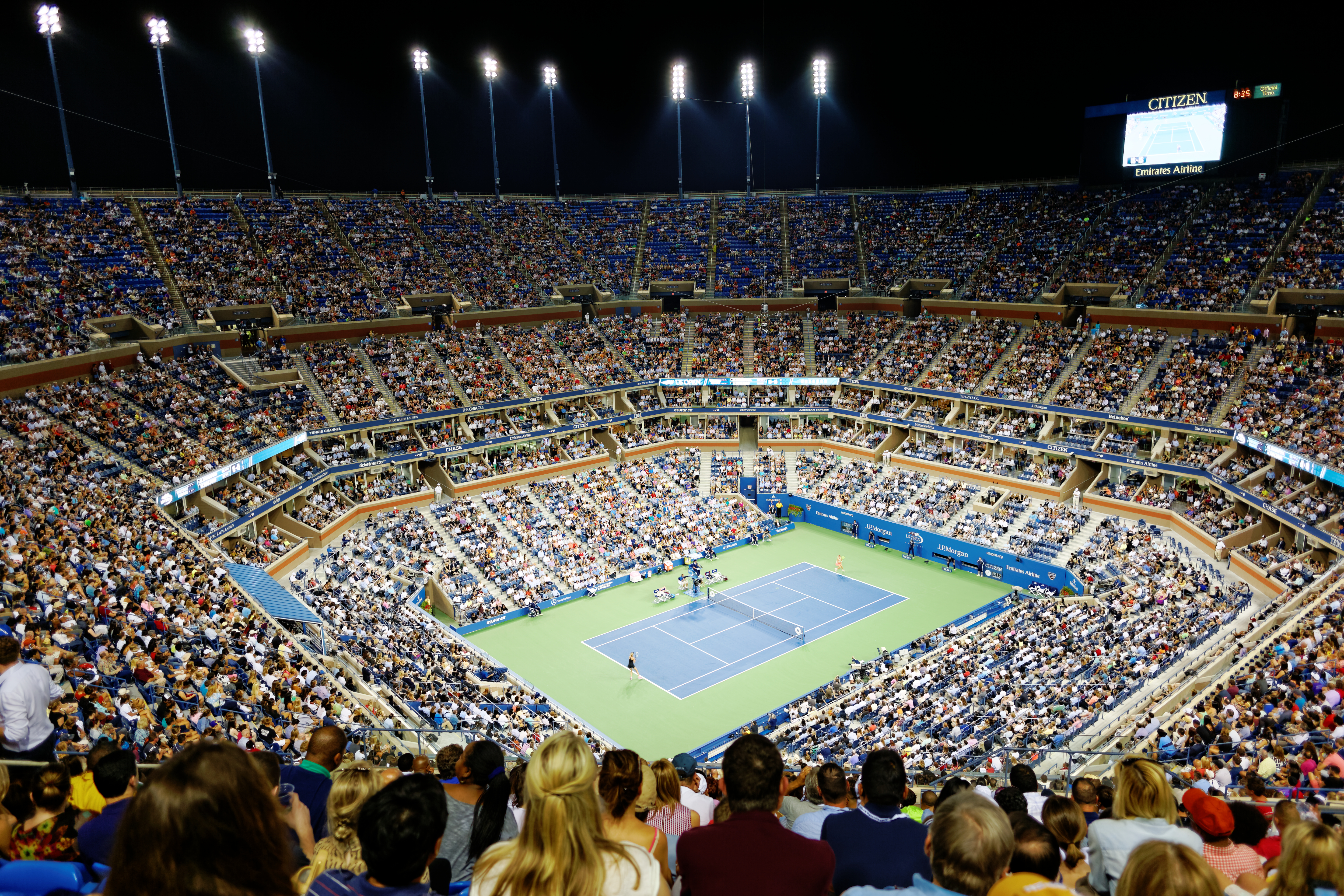
L'Artur Ashe Stadium nel 2014.

Il 19 luglio 2008, l'Arthur Ashe Stadium ospitò per la prima volta della storia una partita di basket della regular season, che ha visto la vittoria degli Indiana Fever sui New York Liberty, squadre della WNBA, per 71–55.. La partita è servita come raccolta fondi per la ricerca sul cancro.
La mancanza di un tetto retrattile per lo Stadio è stata più volte oggetto di critica data la possibilità di maltempo durante le partite. Sebbene non presenti questo tipo di struttura, essa era però stata inserita nel progetto originale dell'edificio; ci sono state diverse discussioni circa la possibilità di aggiungere questa tipologia di copertura in futuro.
L'Arthur Ashe Stadium è equipaggiato, come altri importanti stadi di tennis, dell'occhio di falco, un sistema elettronico che permette ai giocatori di contestare la decisione effettuata dagli arbitri di linea riguardo alla chiamata. Nel 2005 la combinazione dei colori del campo è stata cambiata, da verde a un blu elettrico ed un verde chiaro per il contorno esterno del campo. Tutte le edizioni degli US Open ora usano la combinazione di questi due colori. Il cambiamento dei colori della superficie è stata d'aiuto ai telespettatori per seguire al meglio il colore giallo della palla da tennis sul terreno di colore blu.
L'edizione degli US Open del 2016 è stata la prima ad utilizzare il nuovo tetto apribile, utilizzato nelle giornate di pioggia. Il nuovo tetto impiega solamente 7 minuti a chiudersi e il gioco potrà riprendere dopo 15 minuti dall'interruzione in modo da completare tutte le procedure.